# Die Wälder von Albion
Die Wälder von Albion (engl. Originaltitel: The Forest House) ist ein lose mit historischen Fakten verknüpfter Fantasyroman von Marion Zimmer Bradley aus dem Jahr 1993. Der Roman ist eine von mehreren unabhängigen Vorgeschichten des Bestsellers Die Nebel von Avalon derselben Autorin, in dem die Artus-Sage nacherzählt wird.

## Handlung
Die Handlung spielt circa 70–75 n. Chr. in Britannien, das in mehrere Provinzen aufgeteilt ist. Die größte trägt den Namen „Albion“ (England). Sie ist von den Römern besetzt, deren größte Siedlung Londinium ist. Nur in Wales, Schottland und Irland haben sich die keltischen Gemeinschaften gehalten. Die ursprünglichen keltischen Heiligtümer haben sich aufgelöst oder wurden zerstört, so wie auch das Hauptheiligtum auf der Insel Mona (Anglesey), das 40 n. Chr. von den Römern überfallen wurde. Alle Priesterinnen wurden vergewaltigt, die Priester getötet, und nur wenige entgingen diesem Verbrechen. Die danach von den Priesterinnen geborenen Mädchen wurden in der heiligen Quelle ertränkt, die Söhne jedoch zu Ziehfamilien gegeben und zum Geheimbund der Raben zusammengeschlossen, sie sollen eines Tages die römischen Besatzer verjagen und ihre Mütter rächen.
Nach der Zerstörung Monas errichten die Druiden, zusammen mit einigen überlebenden Priesterinnen, das Heiligtum Vernemeton, das die Römer respektieren, da die Priesterinnen den Vestalinnen gleichgesetzt werden. Ardanos, der Anführer der Druiden, sucht die Kooperation mit den Römern, um das Heiligtum zu erhalten.
Eilan, die Tochter von Rheis und dem Druiden Bendeigid, wächst in der Nähe von Vernemeton auf und hat bereits früh den Wunsch, sich den Priesterinnen anzuschließen. Ihre Tante Dieda hingegen, die Tochter des obersten Druiden Ardanos und Rheis Schwester, wünscht sich die Ehe mit Cynric, der sie ebenfalls liebt. Cynric ist als Kind einer der Priesterinnen Mitglied des Geheimbundes der Raben. Eines Tages finden Eilan und Dieda einen schwerverletzten jungen Mann in einer Bärengrube. Es handelt sich um Gaius Macellius Severus Siluricus, den Sohn des römischen Präfekten Macellius Severus Tarentus von Deva und einer silurischen Mutter. Er verschweigt aber seine wahre Identität, da er befürchten muss, als verhasster Besatzer getötet zu werden. Stattdessen benutzt er seinen keltischen Namen Gawen, den seine Mutter ihm gab. Gawen wird von der Familie als Gast aufgenommen und verliebt sich dabei in Eilan, die ihn pflegt. Nach seiner Genesung begleitet er die Familie zum Beltanefest in Vernemeton. Während des Festes fordert die Hohepriesterin Lhiannon Dieda auf, dem Orden beizutreten – eigentlich sollte Eilan auserwählt werden, doch verwechselte Ardanos als Ratgeber der Hohepriesterin seine Tochter und seine Enkelin aufgrund ihrer äußerlichen Ähnlichkeit. Dieda nimmt die Ehre an, obwohl sie eigentlich Cynric heiraten und ein normales Leben führen wollte. Eilan wird ein Jahr später Mitglied der Gemeinschaft, nachdem Banditen das Haus ihrer Familie geplündert und zerstört haben.
Eilan freundet sich schnell mit Caillean an, der Ziehtochter der Hohepriesterin Lhiannon, und erkennt durch diese auch, dass ihr Großvater, der berühmte Druide Ardanos, ein machtpolitisches Spiel spielt. Er manipuliert die Orakelsprüche der Hohepriesterin, um bewaffnete Konflikte der Stämme mit den Römern zu vermeiden.
Eilan widmet sich der Ausbildung zur Priesterin mit vollem Eifer, doch begegnet sie Gaius auf einem Beltanefest wieder und gibt sich ihm sexuell hin, was sie als göttliche Vereinigung erlebt. Dabei wird sie schwanger von ihm. Zu dieser Zeit ist Lhiannon bereits todkrank und bestimmt Eilan (anstelle der erfahreneren Caillean) zur nächsten Hohepriesterin, da sie im Sterben erkennt, dass Eilan dazu bestimmt ist, den Glauben der Kelten zu befreien und ein neues Heiligtum zu gründen. Ardanos hingegen will verhindern, dass eine schwangere Priesterin die Herrschaft übernimmt, damit die Römer nicht den Respekt vor dem Heiligtum verlieren.
So wird ein von der sterbenden Lhiannon gut geheißenes Täuschungsmanöver inszeniert. Dieda, die Eilan äußerlich wie eine Zwillingsschwester gleicht, soll in den Monaten vor Eilans Niederkunft das Amt der Hohepriesterin ausführen und bekommt dafür einen Wunsch erfüllt. Dieda stimmt zu, und nachdem Eilan ihren Sohn Gawen zur Welt bringt, verlässt sie den Orden und geht nach Irland.
Ardanos versucht danach, durch Zugriff auf Gawen seine Enkelin Eilan unter Druck zu setzen, doch Caillean kann erreichen, dass Gawen in Vernemeton von einer Leihmutter erzogen wird. So kann Eilan die Funktion der Hohepriesterin ausüben, aber ihren Sohn dennoch regelmäßig sehen.
Indessen ergibt sich Gaius nach langen inneren Kämpfen, ob er Eilan die Treue halten soll oder sich auf die ehrgeizigen Ambitionen seines Vaters einlassen soll, den Plänen des Vaters. Demzufolge heiratet er Julia, eine Römerin und Tochter des engsten Freundes des Vaters, und bewährt sich auf etlichen karrierefördernden Positionen in der Armee, unter anderem bei der Schlacht am Mons Graupius (60 n. Chr.), bei der der letzte Widerstand der nordenglischen Stämme vernichtet wird. Hierdurch macht er sich Cynric zum erbitterten Feind, obwohl er in der Schlacht dessen Leben rettet.
Als ungefähr zeitgleich der oberste Druide Ardanos und Kaiser Domitian in Rom sterben, was in Rom zu politischer Schwäche führt, fürchten Gaius wie auch Eilan, dass der Geheimbund der Raben die Stämme aufhetzen könnte, gegen die römischen Besatzer zu den Waffen zu greifen. Eilan sieht sowohl ihr eigenes nahendes Ende wie das des Heiligtums in Vernemeton voraus und entsendet Caillean mit einer Auswahl von Novizinnen auf die Insel der Apfelbäume Avalon, um dort ein neues, unangreifbares Heiligtum zu errichten.
Beim nächsten Beltanefest kommt es zur Katastrophe: Bendeigid, Eilans Vater, ist inzwischen zum obersten Druiden gewählt worden. Er versucht, seine Tochter als Orakelpriesterin zu zwingen, die Stämme gegen die römische Besatzung aufzuhetzen. Indessen versucht Gaius, seinen Sohn Gawen in Sicherheit zu bringen, wird aber auf dem umfriedeten Gelände, das Männern verboten ist, gestellt und von den Druiden als Opfer für die Kriegsgöttin Cathubodva getötet. Eilan wendet sich explizit gegen die Kriegspläne – das römische Reich werde untergehen, aber nicht durch die Gewalt der jetzt lebenden Generation, sondern nach Ablauf von neun weiteren Generationen. Bendeigid versucht, um seine Aufstandspläne zu retten, den Ruf der Hohepriesterin bei der Bevölkerung zu desavouieren, indem er auf ihre Verbindung mit Gaius hinweist, doch kann Eilan diese Ausnahme von der Keuschheitsregel damit erklären, dass Gaius bei dem letzten Beltanefest als Sommerkönig fungierte, der bis zur Hohepriesterin alle Frauen für sich rechtmäßig beanspruchen kann. Daraufhin stirbt sie und wird von den Druiden im gleichen Feuer verbrannt wie zuvor Gaius.
Caillean, die aufgrund ihrer seherischen Gaben das Unheil kommen sah, erreicht Vernemeton erst nach der Katastrophe, kann aber Eilans Sohn Gawen, der während des Festes in Sicherheit gebracht worden war, mit nach Avalon nehmen.
Als Spross einer Verbindung zwischen dem römischen Adler und dem keltischen Drachen ist ihm bestimmt, den Frieden und die Koexistenz der beiden Völker in Britannien zu begründen. Er wird der erste Merlin. Einer seiner Nachfolger wird Jahrhunderte später aus den Nebeln von Avalon am Hofe König Artus’ auftauchen und den Adler Roms mit dem Drachen Albions und dem Fisch des Christentums versöhnen.

## Personen
- Ardanos: Vater von Rheis und Dieda, Großvater von Eilan. Er ist der höchste Druide und versucht – im Gegensatz zu vielen anderen Briten – mit den Römern friedlich zu verhandeln. Dadurch vergrößert er auch seinen eigenen Einfluss. Außerdem beeinflusst Ardanos die Orakelsprüche der Göttin an den Jahresfesten so, dass sie seinen Zwecken dienen. Als er von Eilans Schwangerschaft erfährt, will er sie zunächst töten und versucht später, ihr das Kind Gawen wegzunehmen.
- Bendeigid: Vater von Mairi, Eilan und Senara, Ziehvater von Cynric, Schwiegersohn von Ardanos. Bendeigid ist ein engstirniger und hitzköpfiger Hasser Roms. Er wird von den Römern geächtet, weil er zusammen mit dem Geheimbund der Raben erbittert gegen die römische Besatzung kämpft. Nach Ardanos Tod wählt man ihn zum höchsten Druiden. An Samhain will er in blindem Hass die Kriegsgöttin Cathubodva anrufen. Er opfert ihr Gaius und Eilan.
- Caillean: Sie stammt aus Eriu (Irland), wo sie in ärmlichen Verhältnissen aufwuchs und als Kind vergewaltigt wurde. Die Hohepriesterin Lhiannon nahm sie auf und wurde für sie zur Mutter. Sie wurde Priesterin in Vernemeton und eine Vertraute Eilans. Sie setzt sich für Lhiannon und Eilan ein, besonders gegen Ardanos.
- Cynric: Sohn einer auf Mona von den Römern vergewaltigten Priesterin. Als Ziehsohn von Bendeigid Mitglied des Geheimbundes der Raben, welche das Ziel haben, die römischen Besatzer zu vertreiben, Feind Roms. Cynric liebt Dieda und wollte sie heiraten, bevor sie als Priesterin erwählt wird. Als die Römer herausfinden, dass er den Raben angehört, wird er geächtet und ist von da an auf der Flucht. Deshalb lehnt Dieda es ab, mit ihm zu kommen, als er sie bittet, ihm zu folgen. Er wird von Huw (Leibwächter der Hohepriesterin) erschlagen, als er die Hohepriesterin Eilan auf die Wange schlägt.
- Dieda: Tochter Ardanos und Tante Eilans. Weil sie zur Priesterin berufen wird, kann sie Cynric nicht mehr heiraten. Während Eilans Schwangerschaft fungiert sie faktisch als Hohepriesterin. Sie wird aber als diejenige dargestellt, die unkeusch war und die Gemeinschaft verließ, um das Kind zu bekommen, sodass ihr Ruf zerstört wird. Darüber ist sie verbittert und hasst Eilan fortan. Sie verlässt den Orden und geht nach Irland.
- Eilan: Geliebte von Gaius/Gawen und Mutter von Gawen. Eilan ist eine enge Freundin Cailleans. Sie wird Lhiannons Nachfolgerin als Hohepriesterin. Da sie als Priesterin keusch leben muss, muss ihre Schwangerschaft verheimlicht werden.
- Gaius (Gawen): Sohn des römischen Statthalters Macellius und einer Silurin (Keltin). Er ist der Geliebte Eilans und Gawens Vater. Er wird von seinem Vater gezwungen, die Römerin Julia Licinia zu heiraten.
- Gawen: Sohn von Eilan und Gaius. Er wächst in Vernemeton auf, weiß aber nicht, wer seine Eltern sind. Er geht mit Caillean am Ende des Buches nach Avalon.
- Lhiannon: Die erste Hohepriesterin von Vernemeton. Sie entging der Zerstörung des Heiligtums auf Mona durch die Römer, weil sie zu dieser Zeit in Eriu (Irland) war. Dort fand sie Caillean, nahm sie bei sich auf und wurde für Caillean wie eine Mutter. Als Hohepriesterin wird sie stark von Ardanos beeinflusst. Kurz vor ihrem Tod kürt sie Eilan zu ihrer Nachfolgerin.
- Macellius: Vater von Gaius und Präfekt in Deva (heute Chester). Als römischer Vater arrangiert er für Gaius eine politisch vorteilhafte Ehe.

## Ausgaben
- Marion Zimmer Bradley: Die Wälder von Albion. Fischer Verlag, 9. Auflage, Frankfurt 1995, ISBN 978-3-596-12748-1.
- Marion Zimmer Bradley: The Forest House. Roc, New York 2007, ISBN 978-0-451-46153-7

## Auszeichnungen
- 1995: Locus Poll Award (14. Platz)[1]